# Koszmosz–384
Koszmosz–384 (oroszul: Космос 384) Koszmosz műhold, a szovjet műszeres műhold-sorozat tagja. Első generációs Zenyit–2 felderítő műhold.

## Küldetés
Meghatározott űrkutatási és katonai programot hajtott végre. Kialakított pályasíkja mentén fototechnikai felderítést, műszereivel atomkísérletek ellenőrzését végezte. Biológiai kutatási csomagot vitt magával. Technikai eszközeivel meteorológiai előrejelzést elősegítő fotófelvételeket is készített.

## Jellemzői
Az OKB–1 központi tervezőirodában kifejlesztett, ellenőrzése alatt gyártott műhold. A Zenyit–2 (oroszul: Зенит-2) GRAU-kódja (11F61) ember szállítására kifejlesztett űreszköz, hasznos terében helyezték el a műszereket. Üzemeltetője a moszkvai Honvédelmi Minisztérium (Министерство обороны – MO).
Megnevezései: Koszmosz–384; Космос 384; Bion (Бион); COSPAR: 1970-105A; Kódszáma: 4791.
1970. december 10-én a Pleszeck űrrepülőtérről, az LC–133 (LC–Launch Complex) jelű indítóállványról egy Voszhod (11A57) típusú hordozórakétával juttatták alacsony Föld körüli pályára (LEO = Low-Earth Orbit). Az orbitális egység pályája 89,5 perces, 72,9 fokos hajlásszögű, elliptikus pálya perigeuma 203 kilométer, apogeuma 292 kilométer volt.
Hasznos tömege 6300 kilogramm. A sorozat felépítését, szerkezetét, alapvető fedélzeti rendszereit tekintve egységesített, szabványosított tudományos-kutató űreszköz. Áramforrása kémiai akkumulátor, szolgálati élettartama 12 nap. A visszatérő modul 3100 kilogramm, átmérője 2.3 méter, térfogata 5.2 köbméter. Itt helyezték el a kamerákat (fényképezőgép). Fotóberendezése Ftor-2 (oroszul: Фтор-2), nagy pontosságú képeket készített. A filmek több ezer kép befogadására voltak alkalmasak.
1970. december 22-én, 12 napos (0,03 év) szolgálati idő után, földi parancsra belépett a légkörbe és hagyományos – ejtőernyős leereszkedés – módon visszatért a Földre.